# The New Republic
The New Republic (журнал «Нью Репаблік») — американський журнал про політику, мистецтво та літературу. Виходить двічі на тиждень. Головний редактор Мартін Перець і Леон Уісельтір.

## Політика журналу
Журнал «The New Republic» був заснування 1914 року. Він завжди дотримувався ліберальних поглядів. Як говорив головний редактор Френклін Фоєр, що його видання "придумало сучасне використання терміна «ліберал». Але у 2004 році, деякі, наприклад Анна Косседд і Стівен Рендалл, стверджували що журнал не настільки ліберальний, яким він був до 1974 року.
Погляди журналу пов'язані з Радою демократичного лідерства та центристської фракцією «Нові демократи», і такими політиками, як колишні президент США Білл Клінтон і сенатор від штату Коннектикут Джозеф Ліберман. Останній отримав схвалення видання на президентських праймеріз демократичної партії США в 2004 році, як і Барак Обама в 2008. Захищаючи федеральні програми Medicare і EPA, видання також відстоює ідеї використання ринкових методів для припинення традиційних програм соціальної підтримки, за що його називають «бізнес орієнтованим.» Прикладів цього є підтримка в 1990-х роках TNR і DLC ідеї підвищення високою граничної ставки прибуткового податку і реформа федеральної програми соціального забезпечення. Економічна теорія пропозиції як і пропозиція знизити високу граничну ставки прибуткового податку були жорстко розкритиковані головним редактор Джонатаном Чейтом.

## Розвиток у наш час
З 2012 року The New Republic належить Крісу Хьюзу, одному із засновників соціальної мережі Facebook. Молодий інвестор спершу майже не цікавився редакційною політикою журналу, хіба що TNR почав частіше писати про події за межами політичного життя Вашингтона. Саме Хьюз запропонував Фоєру, в минулому вже редагувати TNR, повернутися в журнал і знову зайнятися якісної журналістикою. Нового власника у виданні сприймали як людину, згідного терпіти TNR таким, яким він є (з усіма його збитками), заради збереження традиції вашингтонської ліберальної журналістики. Спочатку саме так Хьюз себе і вів.
Вперше Хьюз відійшов від сформованого образу, коли призначив в жовтні 2014 нового генерального директора TNR — колишнього главу Yahoo! News Гая Відра, людини з Кремнієвої долини, як і сам власник журналу. Відра і Хьюз вирішили перетворити TNR в «вертикально інтегровану медійну цифрову компанію» і переміститися з Вашингтона на Манхеттен.
Франкліну Фоєру ця ідея не сподобалася. Під час зустрічей з головним редактором Хьюз часто міркував, що потрібні більш «смачні» теми, звертав увагу редакції на важливість інтернету і пропонував створити новий додаток The New Republic для мобільних телефонів, яке надсилало б повідомлення про термінові новинах. Хьюз стверджував, що головний редактор не поділяв його планів на майбутнє TNR; Фоєр, в свою чергу, не розумів, чого від нього хоче власник — шансів домовитися було небагато.
У підсумку в грудні місце Фоєра зайняв Гебріел Снайдер, який працював у The Atlantic Wire (редактором) і Bloomberg (радником з диджитал). Передбачається, що з переїздом в TNR сконцентрується на своїй, паперова версія журналу буде виходити 10 разів на рік — удвічі рідше, ніж зараз.